# Mérope (rey de Percote)
En la mitología griega, Mérope (griego antiguo Μέροψ), o Mérope el Percosio, era rey de Percote, ciudad de la Tróade. Tuvo dos hijos, Anfio y Adrasto, muertos por Diomedes en la Guerra de Troya, y dos hijas, Cleite, mujer de Cícico, y Arisbe, la primera mujer de Príamo. Tenía reputación de  oniromántico. Profetizó la muerte de Adrasto y Anfio, pero estos ignoraron sus advertencias.